# فا دیز مینور
فا دیز مینور (انگلیسی: F-sharp minor) با مخفف (F♯m) یک گام مینور بر پایهٔ نت فا دیز است.

## تعریف
گام فا دیز مینور بر سه نوع : مینور تئوریک (طبیعی)، مینور هارمونیک و مینور ملودیک استوار است و گام بزرگ نسبی آن، لا ماژور است و دارای سه علامت دیز در سرکلید است.
- نت‌های گام فا دیز مینور طبیعی به ترتیب عبارتند از : فا دیز، سل دیز، لا، سی، دو دیز، ر، می.

- در گام فا دیز مینور هماهنگ (یا فا دیز مینور هارمونیک)، نت «می» نیم پرده کروماتیک به بالا تغییر می‌کند:

- در صورتی که درجات ششم و هفتم در حالت بالا رونده نیم پرده کروماتیک به بالا تغییر کند و در حالت پایین رونده به حالت اصلی خود برگردد، فا دیز مینور نغمگی (یا فا دیز مینور ملودیک) است.

## آثار در فا دیز مینور
- پاوان (فوره)
- واریاسیون‌های سمفونیک (فرانک)